# Steven Meisel
Steven Meisel (ur. 5 czerwca 1954 w Nowym Jorku) – amerykański fotograf mody, który zdobył rozgłos pracując dla włoskiej i amerykańskiej edycji prestiżowego „Vogue”.

## Życiorys

### Wczesne lata
Urodził się na nowojorskim Manhattanie jako syn piosenkarki i pracownika firmy fonograficznej, a dorastał w artystycznym środowisku w dzielnicy Nowym Jorku – Queens. W dzieciństwie Meisel nie bawił się zabawkami, a rysował piękne kobiety z wyższych sfer. Dla jego rysunków inspiracją stały się zdjęcia magazynów takie jak „Vogue” czy „Harper’s Bazaar”, a także jego matka i siostra.
Był zafascynowany ówczesnymi modelkami takimi jak Twiggy, Verushką i Jean Shrimpton. W wieku 12 lat poprosił swoją koleżankę, by udając sekretarkę fotografa Richarda Avedona zadzwoniła do agencji modelek i zdobyła dla niego zdjęcie Twiggy, czekał na nią przez wiele godzin pod studiem fotograficznym Melvina Sokolsky’ego, by zobaczyć ją na żywo i zdobyć autograf.
Studiował w High School of Art and Design, a następnie naukę kontynuował w Parsons The New School for Design. Uczęszczał też na różne kursy.

### Kariera
Rozpoczął karierę jako rysownik dla amerykańskiego projektanta mody Halstona, a na pół etatu jako nauczyciel rysunku w Parsons School of Design. Podziwiał zdjęcia takich fotografów mody jak Jerry Schatzberg, Irving Penn, Richard Avedon czy Bert Stern. Niedługo potem podjął pracę jako młodszy ilustrator magazynu „Women’s Wear Daily”. Jego ilustracje spodobały się Oscarowi Reyesowi, bookerowi Elite Model Management, który zaangażował go jako autora zdjęć modelek do portfolio. Jedną z nich była Phoebe Cates. Wkrótce zajął się fotografią dla magazynu „Seventeen”.
Od roku 1988 był autorem zdjęć na okładki włoskiej edycji magazynu „Vogue”. Z czasem podjął współpracę z takimi magazynami jak „Interview”, „W”, amerykańska edycja „Vogue” i „Vanity Fair”. Brał udział w kampaniach reklamowych dla takich marek jak Balenciaga, Calvin Klein, Giorgio Armani, Christian Dior, Dolce & Gabbana, Lanvin, Louis Vuitton, Miu Miu, Moschino, Prada, Valentino, Versace, Yves Saint Laurent i Marc Jacobs. Fotografował takie modelki jak Linda Evangelista, Karen Elson, Amber Valletta, Kristen McMenamy, Stella Tennant, Sasza Piwowarowa, Naomi Campbell, Christy Turlington, Lara Stone, Coco Rocha czy Natalia Vodianova.
Był autorem zdjęć na okładkach kilku popularnych albumów i singli, w tym Madonny – „Like a Virgin” (1984), The Immaculate Collection (1990), „Bad Girl” (1992) i „Fever” (1993), a także Mariah Carey – „Fantasy” (1994) i „Daydream” (1995). Był też autorem zdjęć do książki Madonny pt. Sex (1992) i kampanii reklamowej Louis Vuitton (2008) z udziałem Madonny. W 2009 wyreżyserował kontrowersyjny spot do kampanii reklamowej Calvin Kleina.